# Asplenium triquetrum
Asplenium triquetrum là một loài thực vật có mạch trong họ Aspleniaceae. Loài này được N. Murak. & R.C. Moran miêu tả khoa học đầu tiên năm 1993.